# Salah Edin

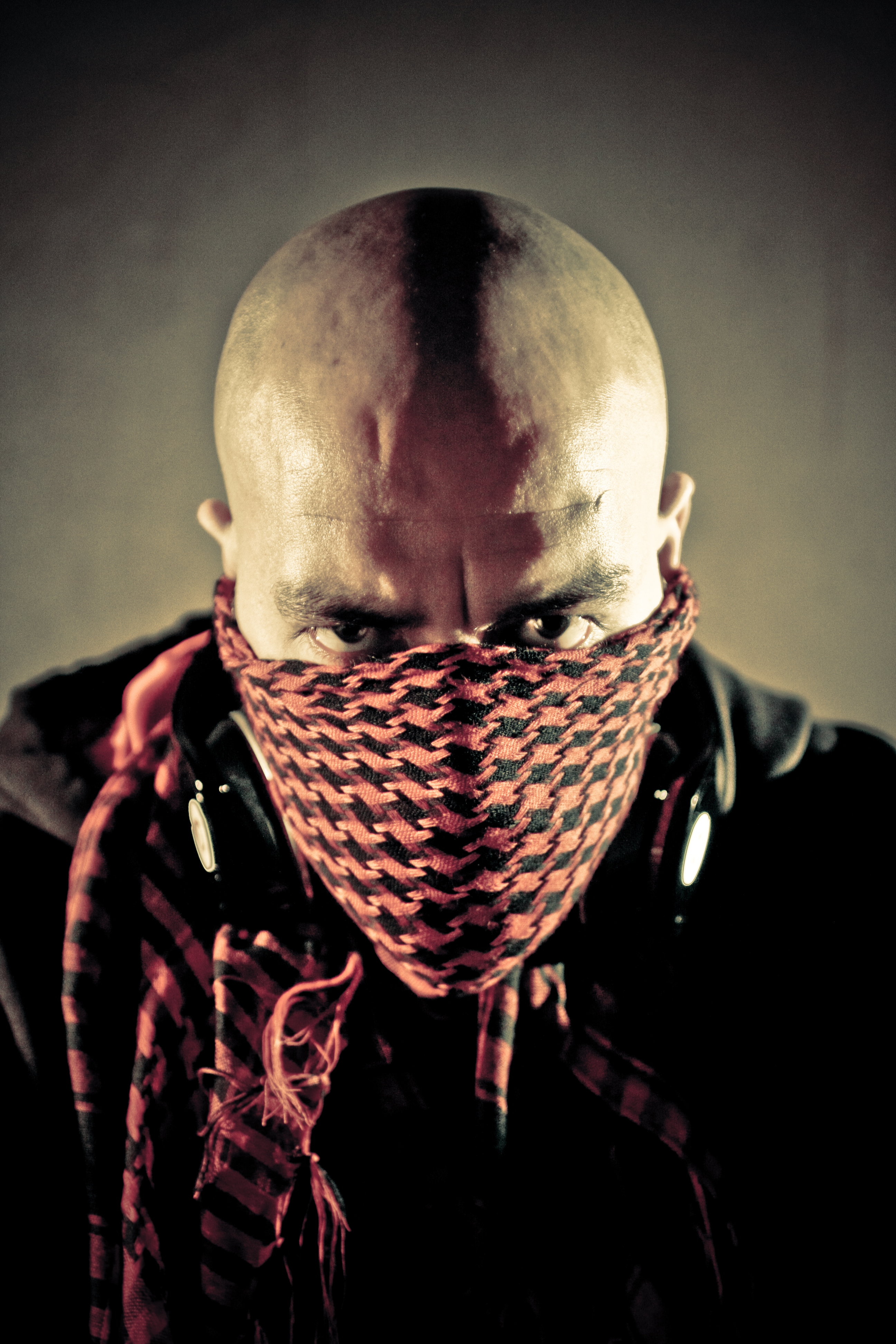
Salah Edin (2009)

Salah Edin (* 23. Juni 1980 in Alphen aan den Rijn; bürgerlich Abid Tounssi) ist ein niederländischer Rapper marokkanischer Herkunft.

## Biografie

### Künstlername
Sein Künstlername Salah Edin stammt von einem islamischen Ritter aus dem 11. Jahrhundert, der statt Gewalt Worte (Ausdrucksfähigkeit/Rhetorik) als Waffe benutzte, um seine Schlachten zu gewinnen.

### Musikalische Entwicklung
Anfang der 1990er Jahre fing Salah Edin zunächst an, auf Englisch zu rappen. Nachdem er erste Aufmerksamkeit auf sich zog, fing er in seiner Muttersprache, auf Darija Arabisch (Marokkos Amtssprache), zu rappen an.
2003 kam es zu einem Treffen mit dem bereits bekannteren holländischen Rapper Cilvaringz,  der zum engen Kreis Wu-Tang Clans gehört und Salah Edin auf seinem Label Ringz & Partners Entertainment unter Vertrag nahm.

### Erste offizielle Veröffentlichungen
2008 veröffentlichte Salah das Album namens „Nederlands Grootste Nachtmerrie“ (Niederlandes Größter Alptraum). Es wurde überwiegend vom amerikanischen Produzenten Focus produziert.
2009 veröffentlichte er das Album "Horr (Pure)", welches er in seiner Muttersprache (Arabisch) aufgenommen hat.

## Diskografie

### Alben
- 2008 – Nederlands Grootste Nachtmerrie (Album)
- 2009 – Horr (Album)